# Viktor Aleksandrovič Turin
Viktor Aleksandrovič Turin (San Pietroburgo, 30 marzo 1895 – Mosca, 15 maggio 1945) è stato un regista cinematografico russo.

## Filmografia parziale

### Regista
- Il provocatore (1928)
- Turksib (1929)[2][3]
- Bakincy (1938)